# Bidar

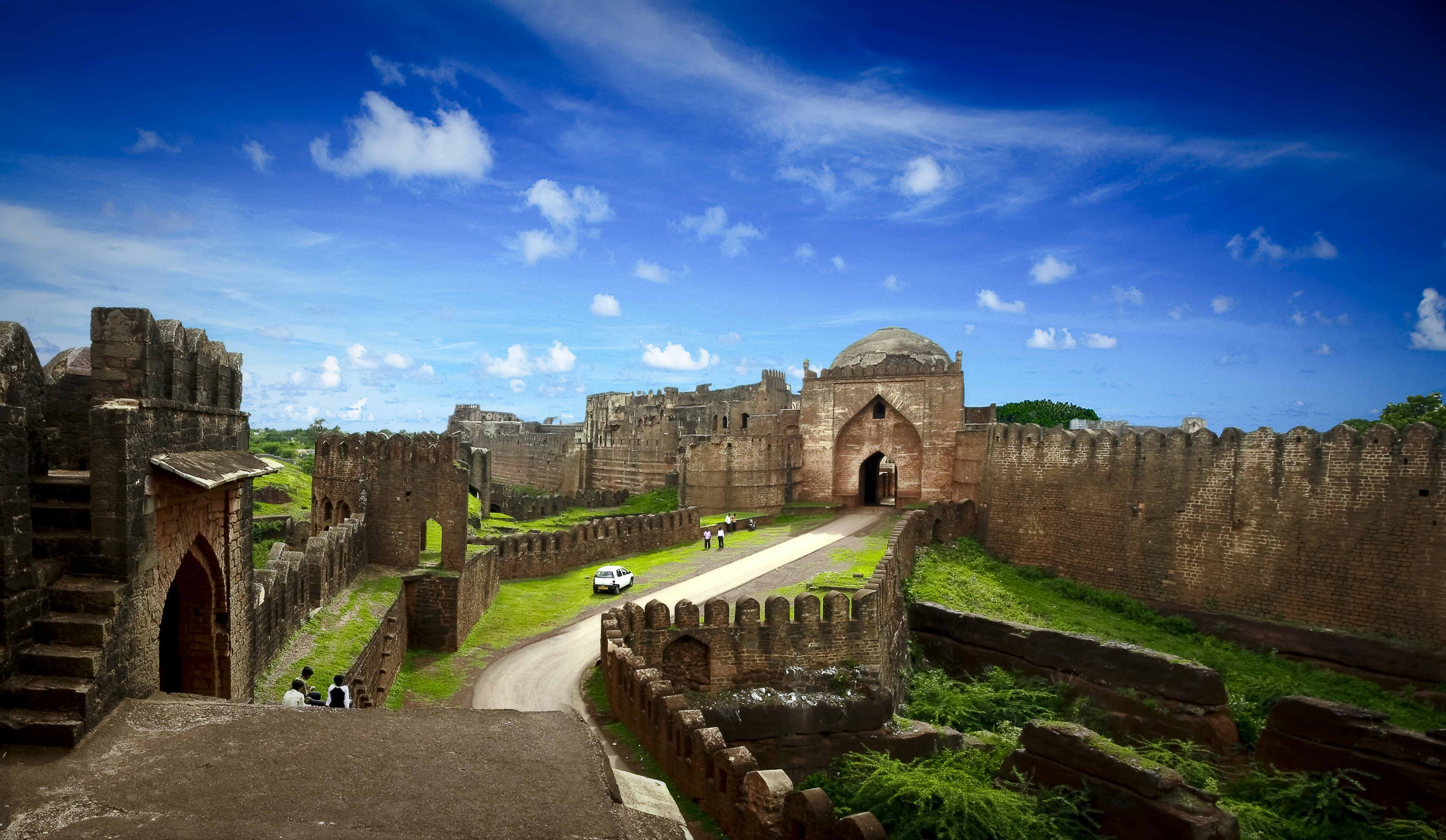
Bidar-Fort

Bidar (Kannada: ಬೀದರ Bīdara, Urdu: بیدار) ist eine Großstadt mit rund 250.000 Einwohnern im gleichnamigen Distrikt im Nordosten des indischen Bundesstaat Karnataka. Bidar war von 1430 bis 1492 Hauptstadt des Bahmani-Sultanats und anschließend bis 1619 Hauptstadt des Sultanats Bidar.

## Lage und Klima
Bidar liegt im Hochland von Dekkan auf einer Höhe von ca. 670 m im äußersten Nordosten Karnatakas rund 675 km (Fahrtstrecke) nördlich der Hauptstadt Bengaluru und ca. 145 km nordwestlich von Hyderabad, der Hauptstadt des Nachbarbundesstaates Telangana. Bis zur Grenze nach Telangana sind es von Bidar nur etwa 8 km. Nördlich von Bidar fließt der Fluss Manjira, ein Nebenfluss des Godavari, der die Stadt mit Trinkwasser versorgt. Das Klima ist meist trocken und warm; Regen fällt nahezu ausschließlich während der sommerlichen Monsunzeit.

## Bevölkerung
Nach der Volkszählung des Jahres 2011 hat Bidar 216.020 Einwohner. Ca. 55 % der Bevölkerung sind Hindus, ca. 35 % sind Muslime, 7 % Christen und 2 % Buddhisten. Die Hauptsprache ist Kannada, das nach der Volkszählung 2001 von etwa 50 % der Bevölkerung als Muttersprache gesprochen wird. Unter den Muslimen ist Urdu (35 %) verbreitet. Kleinere Minderheiten sprechen Marathi (6 %), Telugu (4 %) und Hindi (3 %).

## Geschichte

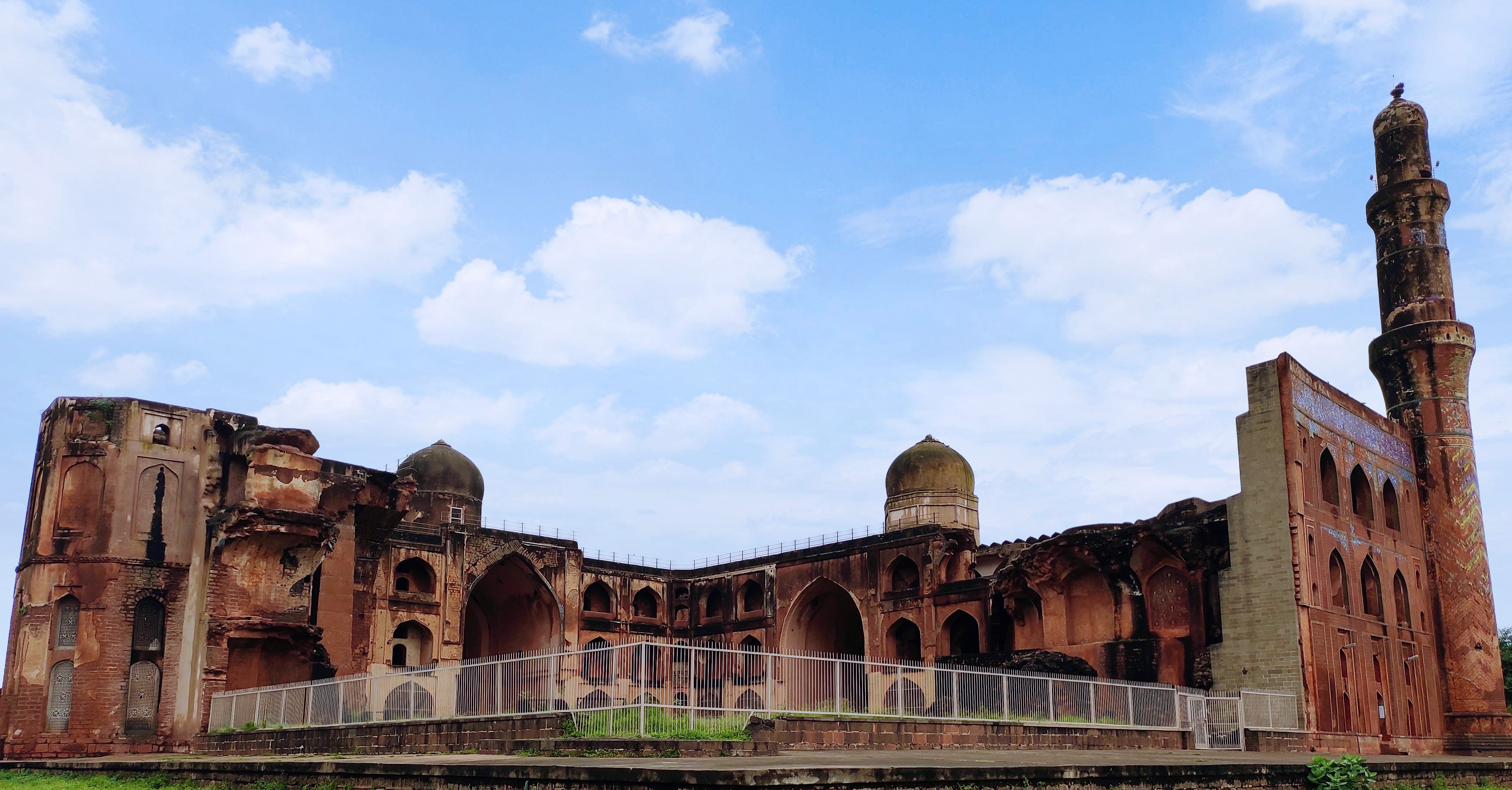
Verfallene Mahmud-Gawan-Madrasa in Bidar

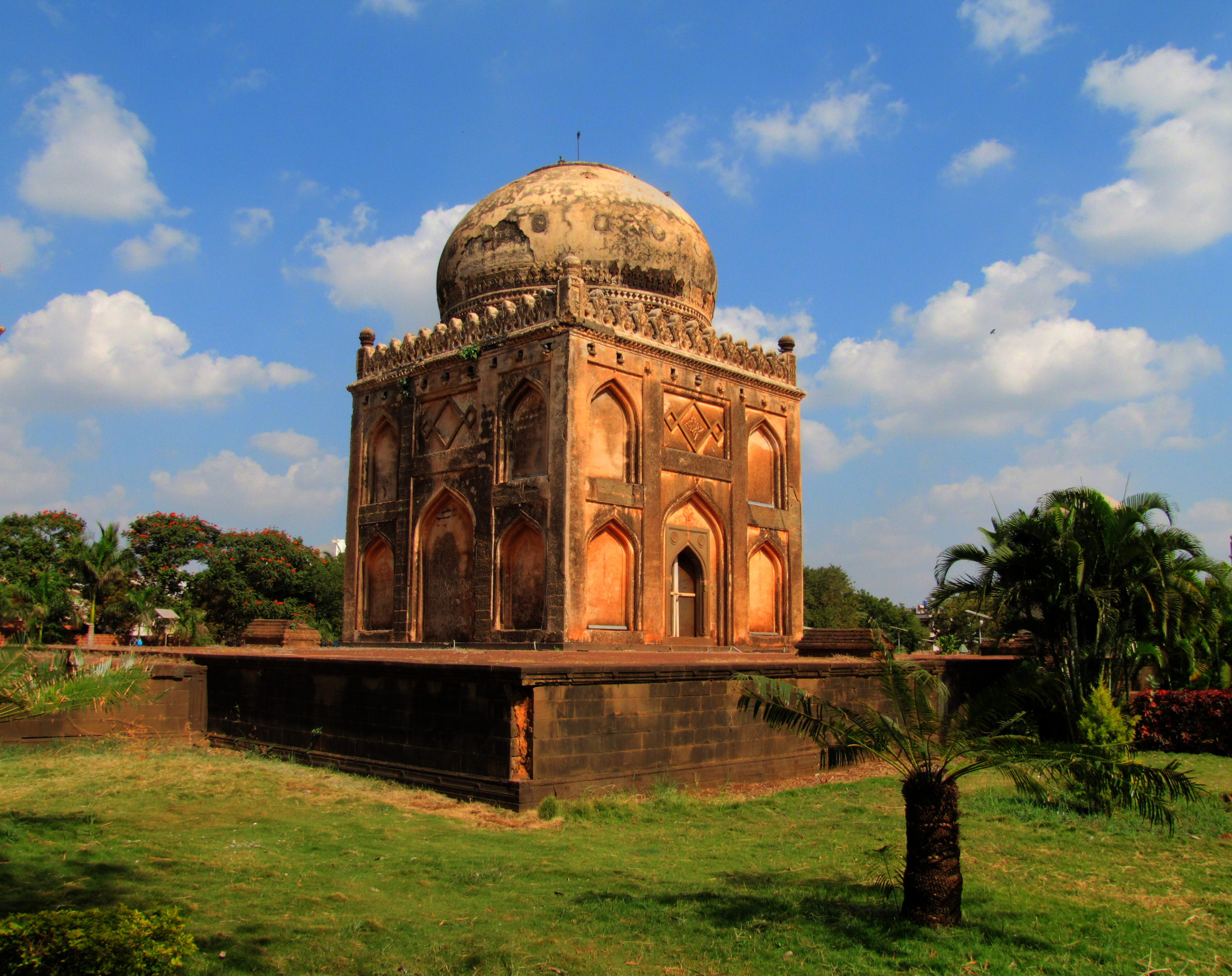
Mausoleum im Barid-Shahi-Park

Den Erzählungen aus dem Mahabharata-Epos und anderen alten Schriften zufolge soll Bidar bereits als Stadt im Königreich Vidarbha existiert haben. Später gehörte es zum Maurya-Reich, zu den Herrschaftsgebieten der Shatavahana, der Kadamba, der Chalukya und der Rashtrakuta. Auch die Seuna von Deogir/Daulatabad und die Kakatiya von Warangal beherrschten die Gegend kurzzeitig.
Mit der Eroberung durch das Sultanat von Delhi begann im Jahr 1321 die islamische Herrschaftsperiode. Im Jahr 1347 kam die Stadt zum Bahmani-Sultanat, das sich von Delhi unabhängig gemacht hatte. Der Bahmani-Herrscher Ahmad Shah Wali ließ das Fort Bidar erbauen und verlegte Im Jahr 1430 seine Hauptstadt von Gulbarga nach Bidar. Nach dem Fall des Bahmani-Sultanats wurde Bidar im Jahr 1492 Hauptstadt des Sultanats Bidar. Im Jahr 1619 wurde das Sultanat vom Sultanat Bijapur unterworfen. Gut 25 Jahre später (1656) eroberte der Mogul-Herrscher Aurangzeb die Stadt und benannte sie zwischenzeitlich in Zafarabad um. Als sich der Staat Hyderabad im Jahr 1724 vom Mogulreich unabhängig machte, schlug sich Bidar auf seine Seite. Während der britischen Kolonialzeit war Hyderabad ein nominell selbstständiger Fürstenstaat unter britischer Oberhoheit.
Nach der indischen Unabhängigkeit (1947/48) wurde Hyderabad als Bundesstaat in Indien eingegliedert. Als 1956 die indischen Bundesstaaten durch den States Reorganisation Act neugegliedert wurden, kam der südwestliche Teil Hyderabads samt der Stadt Bidar an den nach den Sprachgrenzen des Kannada geschaffenen Bundesstaat Mysore (1973 umbenannt in Karnataka).

## Sehenswürdigkeiten
Schätzungen zufolge gibt es in Bidar und seiner näheren Umgebung an die hundert historische Bauwerke.
- Die Bauweise der um 1470 erbauten Mahmud-Gawan-Madrasa ist eine Reminiszenz an die Architektur aus der Zeit des Bahmani-Sultanats.[3]
- Das aus dem 14. und 15. Jahrhundert stammende Bidar-Fort ist eine der größten Fortanlagen Indiens.[4]
- Teile der Stadtmauer sind mit neuzeitlichen Reliefs bedeckt.

Umgebung
- Ca. 2 km westlich des Stadtzentrums befindet sich die Barid Shahi-Mausoleen.
- Das etwa 1 km abseits der Mausoleen stehende Chaukhandi genannte Memorialgebäude wurde um 1430 von Ahmed el Wali zu Ehren seines Sufi-Ratgebers Khalil-ullah Kirmani errichtet.
- Beim ca. 6 km östlich gelegenen Ort Ashtur (oder Ashtoor) befinden sich acht der in den Jahren 1436 bis 1535 errichteten Mausoleen (dargahs) der Herrscher und Angehörigen des Bahmani-Sultanats.

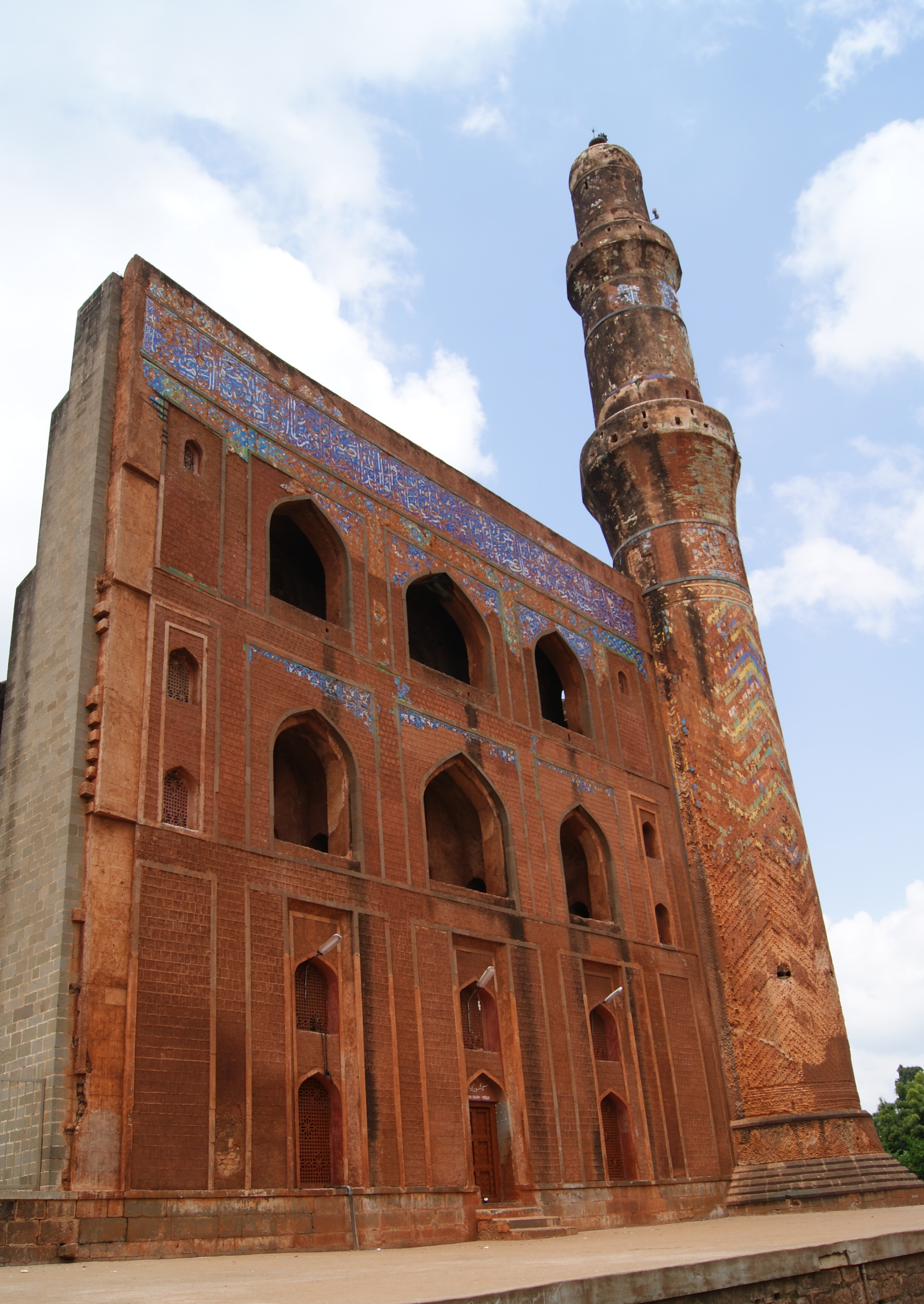
Mahmud-Gawan-Madrasa
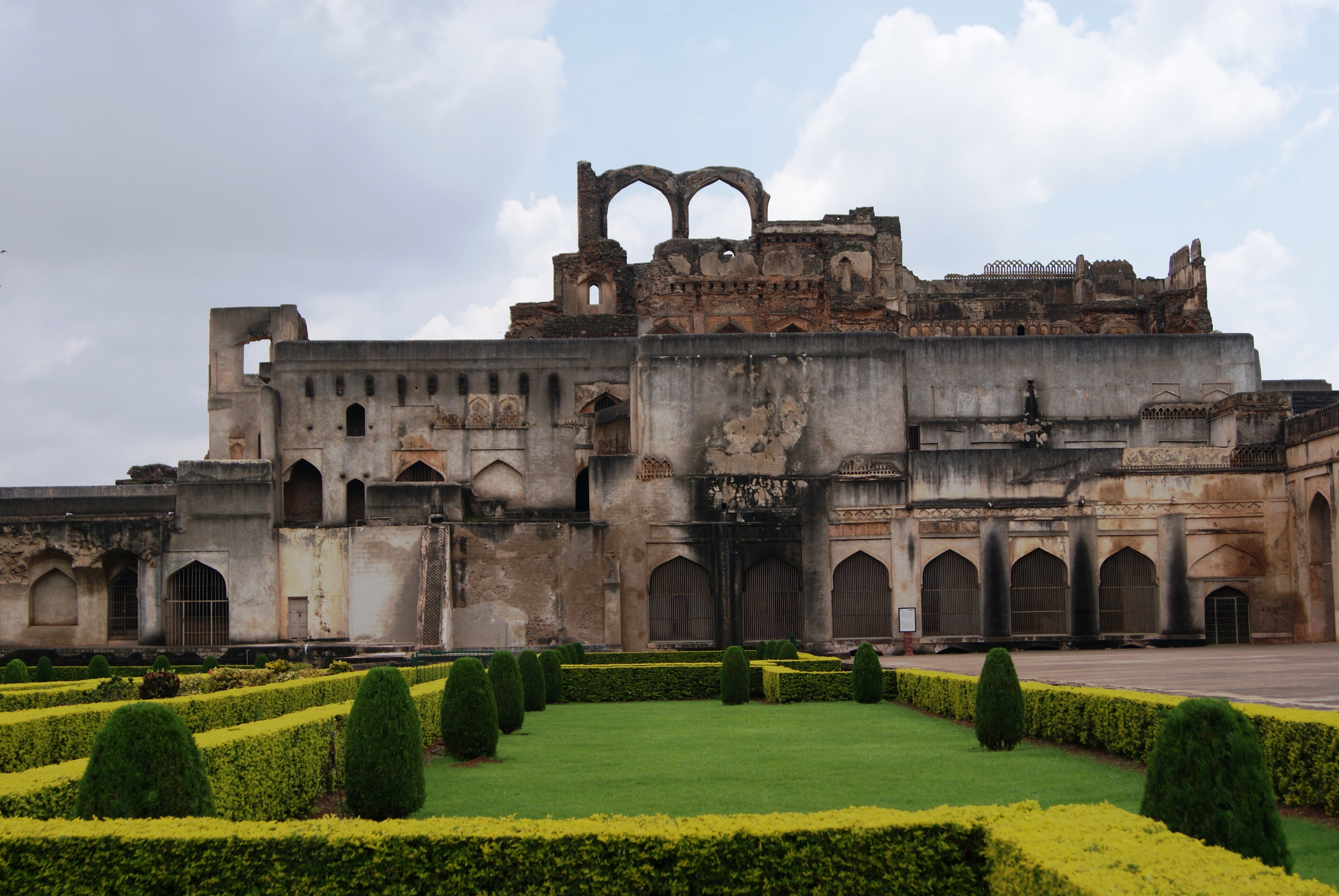
Fort Bidar
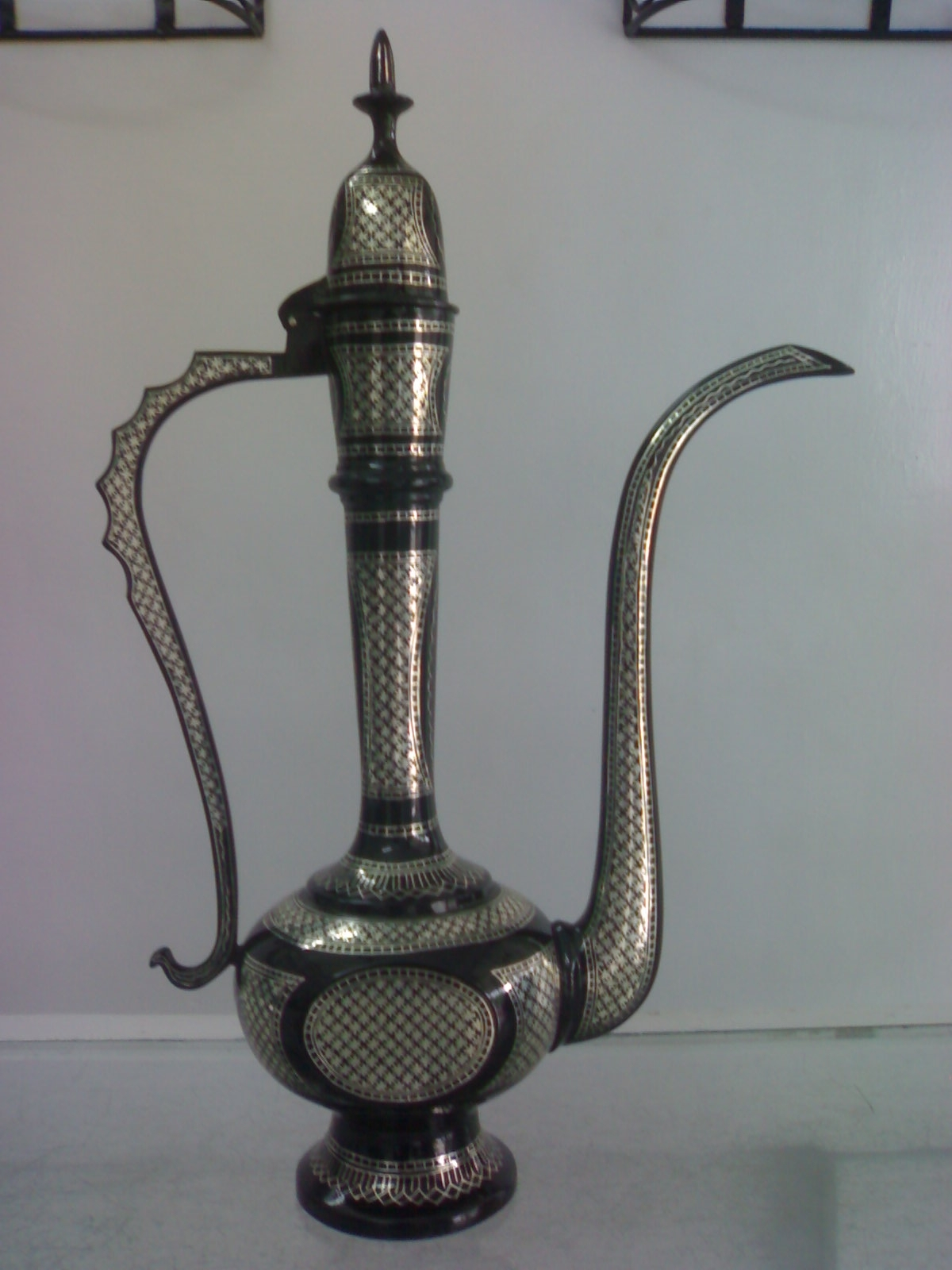
Bidriware-Karaffe
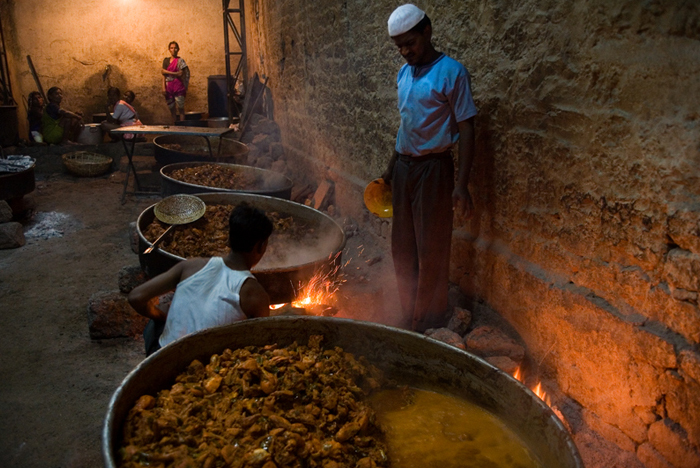
In einer Großküche in Bidar wird Biryani zubereitet.

## Sonstiges
Aus Bidar stammt eine besondere Form des Metallhandwerks mit kunstvollen Einlegearbeiten, die als Bidriware bekannt ist.
Der Flughafen Bidar wird im nationalen Flugverkehr angeflogen.